# Anne Migliosi
Anne Migliosi Taalesen est une ancienne handballeuse internationale norvégienne. Elle a notamment joué pour le club de Gjerpen IF.
Avec l'équipe de Norvège, elle remporte une médaille de bronze au Championnat du monde de 1986. 

## Palmarès
- Médaille de bronze au Championnat du monde 1986